# Ивановка (Илларионовский поселковый совет)
Ивановка (укр. Іванівка) — село,
Илларионовский поселковый совет,
Синельниковский район,
Днепропетровская область,
Украина.
Код КОАТУУ — 1224855302. Население по переписи 2001 года составляло 156 человек.

## Географическое положение
Село Ивановка примыкает к пгт Илларионово.
По селу протекает пересыхающий ручей с запрудой.
Рядом проходят автомобильная дорога Т-0401 и
железная дорога, станция Илларионовое в 1-м км.

## Происхождение названия
На территории Украины 123 населённых пункта с названием Ивановка.